# بيرني وثر
بيرني وثر (بالإنجليزية: Bernie Lowther)‏ هو لاعب دوري الرغبي نيوزيلندي، ولد في 1950.